# Галицкий, Гавриил Герасимович
Гавриил Герасимович Галицкий (1913, Таганрог — ?) — советский футболист, нападающий.
В чемпионате СССР 1938 года провёл в июле два матча за московские «Крылья Советов» — против «Динамо» Ростов-на-Дону (1:1) и «Буревестника» Москва (2:2). В обеих играх забил по мячу. В следующем году выступал в группе «Б» за «Зенит» Ленинград — 13 игр, пять мячей. В 1948—1949 годах играл в «Динамо» Нальчик в первенстве РСФСР среди команд КФК.